# 鲜灵霞
鲜灵霞（1919年或1920年—），本名郑淑云，女，直隶（今河北）文安人，中国评剧演员。